# Démophobia
Démophobia je akustický projekt kytaristy Petra „Démy“ Škabrady z plzeňské punkové skupiny Znouzectnost. V současné době vystupuje s kytaristou Filipem Fiedlerem a příležitostnými hosty Jiřím „Bavrem“ Lokajíčkem a Zdeňkem Drahošem. Repertoár tvoří zhudebněné plzeňské pověsti, různé dadaistické hříčky. Věnuje se i vážným tématům. 
Původní sólová sestava se po natočení prvního alba Démophobia aneb Plzeňské pověsti, písně a jiné plísně (1994) rozrostla o další dva členy – Michala Röhricha (Semtex, Petr Mach, Marie Rottrová, Cop, MHS a jiné) a Přemka Haase (Navzájem, Znouzectnost). Na několika koncertech hostovala Romana Kohoutová (Pestalozzi, Znouzectnost, Musica Vagantium). Po několika vystoupeních odešel Přemek Haas a skupina se ustálila jako duo. V roce 2015 odešel Michal Röhrich a Petr „Déma“ Škabrada koncertoval nějaký čas sám.  

## Diskografie
- Démophobia aneb Plzeňské pověsti, písně a jiné plísně, 1994, Avik
- Vycpávky, 1999, Sisyfos Records
- Mlýnek, 2006, Sisyfos Records
- Třetí poloha, 2016, Sisyfos Records

Písní V cukrárně Pod žabkou je Démophobia zastoupená také na sampleru 50 miniatur (2007).